# Noureddine Tadjine
Noureddine Tadjine, född 10 maj 1963, är en algerisk friidrottare. Han deltog vid olympiska sommarspelen 1988.